# Mulli
Mulli (łac. Diocesis Mullitanus) – stolica historycznej diecezji w Cesarstwie rzymskim w prowincji Afryka Prokonsularna, sufragania metropolii Kartagina. Współcześnie w Tunezji. Obecnie katolickie biskupstwo tytularne.

## Biskupi tytularni
| Lp. | Biskup                  | Funkcja                                   | Od                   | Do               |
| --- | ----------------------- | ----------------------------------------- | -------------------- | ---------------- |
| 1   | Alberto Ablondi         | biskup pomocniczy Livorno (Włochy)        | 9 sierpnia 1966      | 26 września 1970 |
| 2   | Elías Yanes Álvarez     | biskup pomocniczy Oviedo (Hiszpania)      | 28 października 1970 | 3 czerwca 1977   |
| 3   | Luis Alberto Luna Tobar | biskup pomocniczy Quito (Ekwador)         | 17 sierpnia 1977     | 7 marca 1981     |
| 4   | Gregorio Rosa Chávez    | biskup pomocniczy San Salvador (Salwador) | 17 lutego 1982       | 28 czerwca 2017  |
| 5   | Anthony Jayakody        | biskup pomocniczy Kolombo (Sri Lanka)     | 4 kwietnia 2018      |                  |